# الأطراف (جبلة)

تعديل مصدري - تعديل

الأطراف محلة تابعة لقرية الميادنة، التابعة لعزلة الثوابي بمديرية جبلة إحدى مديريات محافظة إب في الجمهورية اليمنية، بلغ تعداد سكانها 174 حسب تعداد اليمن لعام 2004.